# Archaboilus
Archaboilus byl rod pravěkého rovnokřídlého hmyzu.

## Druhy
- Archaboilus kisylkiensis
- Archaboilus martynovi
- Archaboilus musicus
- Archaboilus shurabicus
- Archaboilus similis